# Banco Alemán Transatlántico
El Banco Alemán Transatlántico (en alemán: Deutsche Überseeische Bank) fue una entidad financiera creada en 1904 como filial del Deutsche Bank en Sudamérica.

## Historia
El 2 de octubre de 1886 fue fundado como Deutsche Überseebank, con un capital de 10 000 000 de marcos y casa central en Berlín. En 1893 se reorganizó con un capital de 20 000 000 de marcos y adoptó su nombre definitivo.
El Banco Alemán tuvo sucursales en un gran número de países de América, como México, Uruguay, Brasil, Chile, Perú y Argentina. En Buenos Aires su primera casa matriz abrió el 5 de agosto de 1887. En Santiago de Chile, la filial abrió en enero de 1896. En Perú se abrieron tres sedes de 1905 a 1907. En 1911 llegó a Río de Janeiro.
Llegó a tener 23 sucursales: en Buenos Aires, donde se destacaba la sucursal de la calle Reconquista por su valor arquitectónico, Bahía Blanca, Córdoba, Mendoza, Tucumán (Argentina); en Santiago, Valparaíso (Actual Dirección Regional del Registro Civil e Identificación), Antofagasta, Osorno, Iquique, Temuco, Valdivia y Concepción (Chile); en Lima, El Callao, Trujillo y Arequipa (Perú); en Montevideo (Uruguay); en Barcelona y Madrid (España) y en Río de Janeiro (Brasil). Hacia 1908 llegó a tener un capital de 30 000 000 de marcos.